# Louis Maille-Saint-Prix
Louis Maille-Saint-Prix, né Louis Denis Antoine Maille à Paris (ancien 11e arrondissement ) le 17 juillet 1796 et mort à Évry le 24 février 1882 en son château de la Grange-Feu-Louis, est un peintre français.

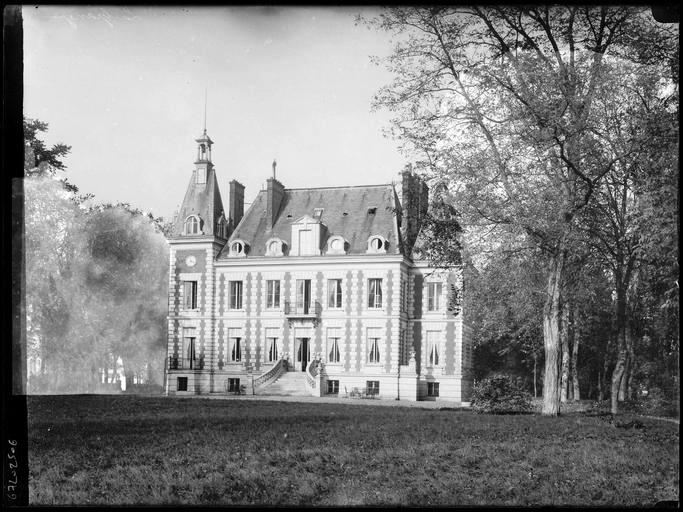
Château de la Grange-Feu-Louis.

## Biographie
Ayant perdu son père à l'adolescence, Louis Maille accole à son nom celui de Saint-Prix, que lui donne le second mari de sa mère, Jean Amable Foucault dit Saint-Prix, artiste de la Comédie Française, qui s'était attaché à l'enfant.
Élève de Jean-Joseph-Xavier Bidauld, de Louis Hersent et de François-Édouard Picot, il participe au Salon parisien de 1827 à 1864 et obtient en 1811 une médaille de 3e classe et en 1844 une médaille de 2e classe. En 1830, il participe à l'Exposition du Luxembourg où il présente Vue des ruines de l'Abbaye St Jean-de-l'Île.

## Œuvres
On lui doit essentiellement des paysages et des peintures murales.
- Vue des ruines de l'Abbaye St Jean-de-l'Île, 1827
- Le Hameau de Soisy, 1831
- Vue du pont d'Olivet, sur le Loiret, 1833
- Vue du Pont de Breuil
- Entrée principale de carrière cristalline La Roche, 1836
- Rue à Albi
- Effet du matin, vue prise en Auvergne, 1841
- La Vallée de Corbeil, 1844
- Albi, la cathédrale et le Palais de la Berbie
- Chapelle dans le Lot
- La cathédrale, aquarelle
- Le Cloître de Saint-Salvy à Albi
- Saint Vincent (retable), église Saint-Martin d'Etiolles (classé aux monuments historiques)[4]
- Le Baptême du Christ (retable), église Saint-Martin d'Etiolles (classé aux monuments historiques)[5]
- Paysage entrecoupé d'eau, 1850